# Davy Walsh
Davy Walsh (Waterford, 28 de abril de 1923-14 de marzo de 2016) fue un futbolista irlandés que jugaba en la demarcación de delantero.

## Selección nacional

### Irlanda del Norte
Hizo su debut con Irlanda del Norte —antiguamente Isla de Irlanda— el 2 de febrero de 1946 en un partido de la Victory International contra Escocia, encuentro que finalizó con un resultado de 2-3 a favor del combinado escocés, y donde Walsh anotó los dos goles de Irlanda del Norte. Su undécimo y último partido con la selección lo jugó en el British Home Championship y que a su vez valía para la clasificación para la Copa Mundial de Fútbol de 1950 el 8 de marzo de 1950 contra Gales, dejando tras de sí once partidos y siete goles con la selección norirlandesa.

### Irlanda
Walsh disputó partidos internacionales con dos selecciones, la de Irlanda del Norte y la de Irlanda, con la que hizo su debut el 16 de junio de 1946 en un partido amistoso contra Portugal que acabó con un marcador de 3-1 a favor de Portugal. Con la selección disputó partidos de clasificación para la Copa Mundial de Fútbol de 1950 y de clasificación para la Copa Mundial de Fútbol de 1954, clasificación en la que jugó su último partido para el combinado irlandés el 25 de noviembre de 1953 contra Francia. Dejó tras de sí 20 partidos y cinco goles anotados para la selección irlandesa.

## Clubes
| Club                    | País              | Año         | Partidos | Goles |
| ----------------------- | ----------------- | ----------- | -------- | ----- |
| Limerick United FC      | Irlanda           | 1942 - 1943 | 16       | 13    |
| Shelbourne FC           | Irlanda           | 1943        | 0        | 0     |
| Linfield FC             | Irlanda del Norte | 1943 - 1946 |          |       |
| West Bromwich Albion FC | Inglaterra        | 1946 - 1950 | 165      | 94    |
| Aston Villa FC          | Inglaterra        | 1950 - 1955 | 108      | 37    |
| Walsall FC              | Inglaterra        | 1955 - 1966 | 20       | 6     |
| Worcester City FC       | Inglaterra        | 1966 - 1967 |          |       |

## Palmarés

### Campeonatos nacionales
| Título                    | Club        | País              | Año  |
| ------------------------- | ----------- | ----------------- | ---- |
| Copa de Irlanda del Norte | Linfield FC | Irlanda del Norte | 1945 |
| Copa de Irlanda del Norte | Linfield FC | Irlanda del Norte | 1946 |